# Federico Cesi
Federico Angelo Cesi ([fedeˈriːko ˈandʒelo ˈtʃɛːzi] 26. února 1585 Řím - 1. srpna 1630 Acquasparta) byl italský vědec, přírodovědec a zakladatel Accademie dei Lincei.

## Životopis
Federico Cesi se narodil v aristokratické rodině vysoce postavené v Římě a papežském státě. Rodina odvozovala své jméno od názvu městečka nedaleko Říma. Měli úzké spojení s katolickou církví (Fredericův strýc Bartolomeo Cesi byl kardinálem), a většina rodinného jmění pocházela z tohoto spojení. Federico byl prvním z jedenácti zákonných dětí mužského pohlaví a narodil se v Palazzo Cesi ve Via della Maschera d'Oro v Římě 26. února 1585. Jeho otec byl Federico, markýz di Monticelli (1562–1630) a jeho matka byla Olimpia Orsini z Todi. V roce 1614 se Cesi oženil s Artemisiou Colonna, dcerou Francesca, knížete di Palestrina; o dva roky později však zemřela. V roce 1617 se oženil s Isabellou, sestřenicí Filippa Salviatiho a dcerou markýze z Lorenza. V roce 1618 se přestěhoval do Acquasparty a žil tam až do své smrti ve věku čtyřiceti pěti let.

## Accademia dei Lincei(„Akademie rysů“)
V roce 1603, ve svých osmnácti letech, pozval Cesi tři o něco starší přátele, nizozemského lékaře Johannesa van Heecka (v Itálii Giovanni Ecchio) a dva kolegy z Umbrie, matematika Francesca Stellutiho z Fabriana a Anastasia de Filiis z Terni, aby se k němu připojili při založení Accademia dei Lincei („Akademie rysů“) zaměřené na porozumění všem přírodním vědám prostřednictvím metody výzkumu založené na pozorování, experimentu a induktivní metodě. Jejich cílem bylo proniknout do tajemství přírody a pozorovat ji na mikroskopické i makroskopické úrovni. Čtyři muži si vybrali jméno „Lincei“ (rys) z knihy Giambattisty della Porta Magia Naturalis, která měla na obálce ilustraci této šelmy a slova „... s očima jako rys zkoumaje věci, jak se projevují, tak, že když je prozkoumal, mohl je se zápalem využít“.  Cesi si pro symboly Akademie vybral ostrozrakého rysa a orla. Motto, které Cesi pro akademii vybral, znělo: minima cura si maxima vis (doslova: "starej se o malé, chceš-li dosáhnout velkého")
Doba vědeckého výzkumu nebyla ještě příliš nakloněna - v roce 1578 inkvizice uzavřela Academia Secretorum Naturae založenou Giambattistou della Porta v Neapoli kvůli podezření z čarodějnictví, a tak ani nově založená Accademia dei Lincei nečekaly lehké začátky. Cesiův vlastní otec mu styk se třemi spoluzakladateli zakázal, neboť je podezíral z podkopávání jeho autority a snahy oddělit jeho syna od rodinných zájmů. Čtyři „rysi“ se brzy vrátili do svých rodných měst a pokračovali v komunikaci pouze prostřednictvím dopisů, v nichž používali astronomické pseudonymy: Cesi, prezident, byl Celívago. Cesi odcestoval do Neapole, kde se setkal s della Portou, který jej povzbudil, aby pokračoval ve svém úsilí. Akademii se podařilo přežít díky Cesiho zdrojům jako bohatého šlechtice a jeho diplomatické schopnosti dobře se zorientovat v protireformační politice Říma. Cesimu se podařilo rozšířit řady Akademie a v roce 1610 rekrutoval samotného Giambattistu della Porta a v roce 1611 Galileo Galilei a Johanna Schrecka. Cesiův dopis Galileovi ze dne 21. 7. 1612 zmiňoval Keplerovy elipsy. Accademia dei Lincei vydala Galieiho spisy Istoria e dimostrazione intorno alle macchie solari (Dopisy o slunečních skvrnách) v roce 1613 a Prubíře v roce 1623, a podílela se i na obraně Galileo v jeho kontroverzích s papežskými a církevními úřady.
Cesiho vlastní intenzivní aktivita v Akademii byla přerušena jeho náhlou smrtí v roce 1630 a původní akademie jeho smrt nepřežila. Akademie však byla oživena přímo papežem Piem IX. ve formě Papežské akademie věd v roce 1847.
Na počest Federica Cesiho byl pojmenován rostlinný rod Caesia.

## Další zásluhy
- Měl podíl na prosazení názvu teleskop pro vynález dalekohledu
- Řídil vykopávky Carsulae.
- Jako první spatřil spory kapradiny pod mikroskopem.
- Theatrum totius naturae, „univerzální divadlo přírody“, začal psát kolem roku 1615 a nikdy jej nedokončil; šlo projekt komplexní encyklopedie přírodopisu.